# 南高崎駅

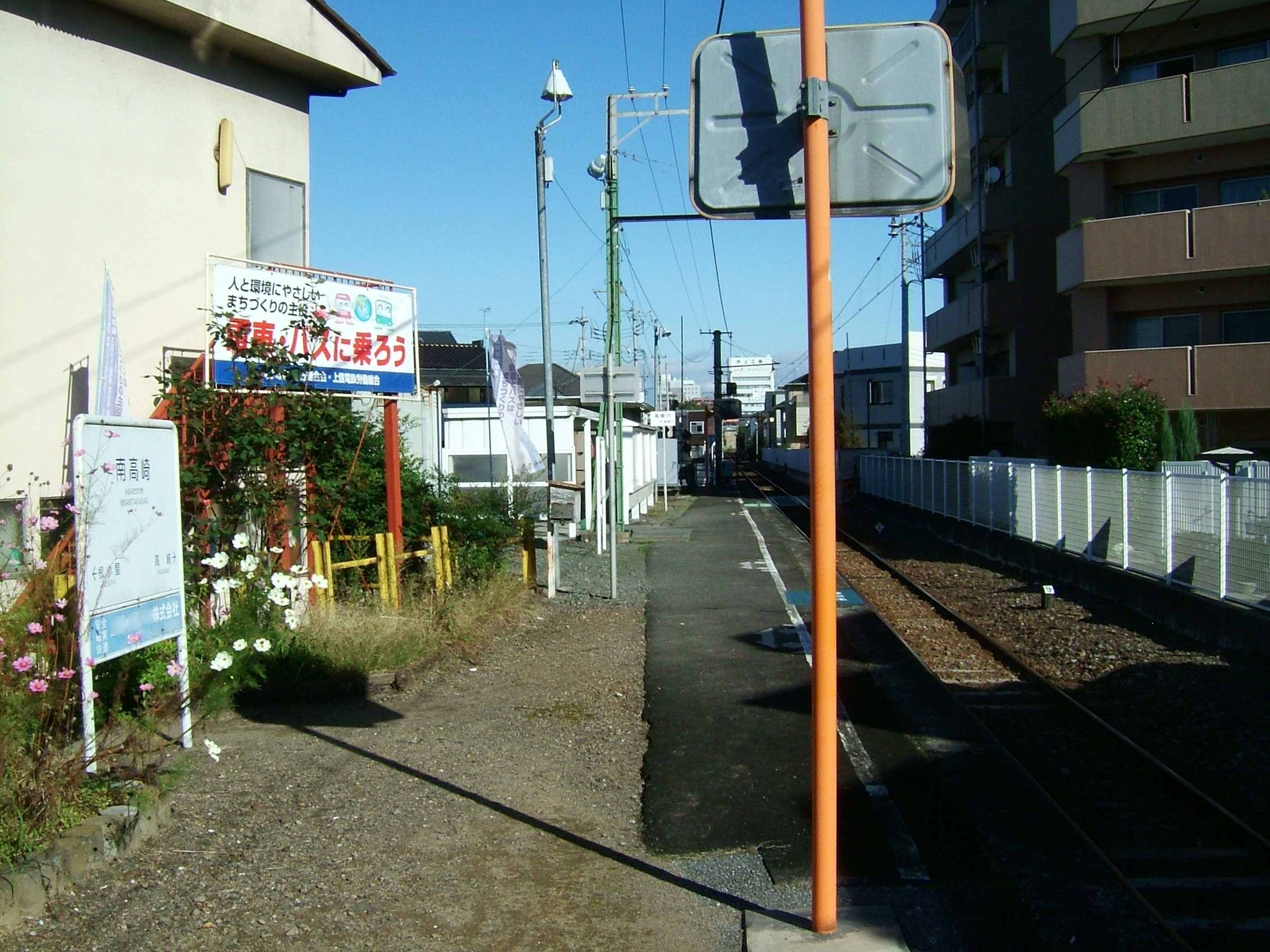
ホーム（2008年10月）

南高崎駅（みなみたかさきえき）は、群馬県高崎市下和田町三丁目にある上信電鉄上信線の駅である。無人駅である。

## 歴史
- 1935年（昭和10年）9月9日：下和田駅として開業。
- 1953年（昭和28年）1月15日：南高崎駅に改称。
- 1988年（昭和63年）5月1日：無人化。

## 駅構造
単式ホーム1面1線の地上駅である。駅舎のように見えるものは便所である。かつては、駅近くの工場にセメントを輸送するための貨物側線があったが、貨物営業廃止と同時に撤去されている。

## 利用状況
1日の平均乗車人員は以下の通りである。出典は高崎市統計季報より。
| 年度   | 1日平均人数 |
| ------ | ----------- |
| 2003年 | 43          |
| 2004年 | 42          |
| 2005年 | 48          |
| 2006年 | 46          |
| 2007年 | 48          |
| 2008年 | 52          |
| 2009年 | 61          |
| 2010年 | 54          |
| 2011年 | 52          |
| 2012年 | 57          |
| 2013年 | 55          |
| 2014年 | 56          |
| 2015年 | 50          |
| 2016年 | 51          |
| 2017年 | 59          |
| 2018年 | 63          |
| 2019年 | 63          |
| 2020年 | 40          |
| 2021年 | 42          |
| 2022年 | 53          |

## 駅周辺
住宅街である。
- 高崎市城南野球場
- 高崎新後閑郵便局
- 国道17号
- 群馬県道71号高崎神流秩父線
- 群馬県道134号新田町新後閑線

## 隣の駅
上信電鉄
■上信線
高崎駅 - 南高崎駅 - （佐野信号所） - 佐野のわたし駅